# Senatus consultum de Gnaeo Pisone patre
Das Senatus consultum de Gnaeo (Cn.) Pisone patre („Senatsbeschluss über Gnaeus [abgekürzt Cn.] Piso den Vater“) ist ein römischer Senatsbeschluss aus dem Jahr 20 n. Chr. Wiedergegeben werden der Verfahrensverlauf und das Urteil eines historisch bedeutsamen Strafprozesses. Dem lagen die Anklagen gegen die bekannten Politiker und Statthalter von Syria, Gnaeus Calpurnius Piso – Vater des gleichnamigen späteren Konsuls des Jahres 27 (insoweit der Zusatz patre in der Beschlussüberschrift) sowie des Marcus Calpurnius Piso – und seine Komplizen wegen des Verbrechens des Hochverrats (perduellio) zugrunde. Verhandelt wurde das crimen maiestatis vor dem römischen Senat. Ein persönliches Urteil gegen Piso unterblieb, weil der sich dem Verfahren durch Suizid entzogen hatte. Überliefert ist der Beschluss auf einer Bronzetafel, aufgeführt im vollständigen Wortlaut über 176 Zeilen.
Die Bedeutung des Beschlusses für die Nachwelt geht darauf zurück, dass er wichtige – sonst nicht verfügbare – Informationen zum Familien- und Erbrecht der frühen Kaiserzeit bereithält. Auskunft gibt er nicht nur über die eigenwillige senatorische Regulatorik der Mitgiftbestellung  bei ungeklärten Familienverhältnissen (dos und peculium), er zeigt eine ebenso eigenwillige rechtliche Gestaltung von Vermächtnissen und (Auflagen-)Schenkungen auf. Hierbei entsteht ein Nachbildungsfall, denn es werden die allein für Erbgänge und Vermächtnisse geltenden Regeln auf Schenkungen angewendet. Beide Vollzugsakte entstammen nicht dem familiären Umfeld, sie werden stattdessen vom Senat – aus zudem konfisziertem Vermögen eines Familienmitglieds, dieses wiederum beschwert mit einem Vermächtnis – verfügt.  
Der Prozess gegen Gnaeus Calpurnius Piso ist schon lange aus dem ausführlichen Darstellung im Geschichtswerk des Tacitus (Annales 2,34–3,18) bekannt, der genaue Inhalt des Senatus consultum war jedoch lange unbekannt. Dies änderte sich erst, als im Laufe des 20. Jahrhunderts und vor allem in den 1980er Jahren in Spanien mehrere Fragmente einer Bronzeinschrift bei illegalen Raubgrabungen mit Metalldetektoren entdeckt wurden. Diese wurden ab Anfang der 1990er Jahre der Fachwelt bekannt und konnten durch größere Anstrengungen alle an einem Aufbewahrungsort, dem Archäologischen Museum Sevilla, zusammengeführt werden. Aufgrund der Entdeckung durch private Sondengänger fehlen jegliche Informationen zum archäologischen Kontext. Der Text des Senatsbeschlusses, der in der Bronzeinschrift enthalten ist, lässt sich mit den Angaben bei Tacitus abgleichen. Eine solche Textsynopse ergibt neben den zahlreichen Übereinstimmungen etliche jeweils solitäre Informationen. Diejenigen aus der Inschrift sind heute umso wertvoller, als sie sehr spät zur Kenntnis kamen.
Zum Prozess gegen Gnaeus Calpurnius Piso kam es, weil er, nachweislich verstrickt in jahrelange amtsmissbräuchliche persönliche Bereicherungen in Syrien, sich einerseits dafür zu verantworten hatte, überdies andererseits unverhohlen und in aller Öffentlichkeit seiner Freude über den ungeklärten Tod seines Widersachers Germanicus, der ihm auf die Schliche gekommen war, Ausdruck verliehen hatte. Brisant war sein Verhalten für den Prozess nämlich deshalb, weil Augustus für die Nachfolge des aktuell regierenden Kaisers Tiberius gerade den Germanicus auserkoren hatte. Dieser nunmehr vereitelte Begleitumstand rief ein besonders hohes Interesse in der Allgemeinheit hervor. Genau dazu erklärte sich der Senat und er berichtete über den Prozessverlauf. Im Fokus des rechtlichen Interesses stand neben Piso dessen Familie, neben beiden Söhnen auch eine Calpurnia Cn. Pisonis filia, deren Verwandtschaftsverhältnis zu Piso (Tochter oder Enkelin) ungeklärt ist, was rechtliche Spekulationen über die Handhabe der Verteilung des pisonischen Vermögens nach urteilsbedingter Konfiskation auslöst. Die etablierten Rechtsregeln konnten möglicherweise nur durch kreative Rechtsnachbildungen und die Schaffung von Analogien zum Zuge kommen. Jedenfalls erlangten die Söhne das Vermögen zu gleichen Teilen, unter den Umständen aber, dass es sich um einen ungewöhnlichen Fall der Staatsschenkung handelte. Die zugewendeten „Erbteile“ waren zudem beschwert durch ein Vermächtnis an Calpurnia, dessen Nachbildung über ein peculium legatum beziehungsweise eine dos legata das Nachvollziehen erschweren, da sich Widersprüche zu genuinen Rechtsbedingungen eröffnen lassen.
Inschriftlich überliefert ist noch die damnatio memoriae des Piso.